# غيوم أبولينير
غيوم أبولينير (بالفرنسية: Guillaume Apollinaire)‏ ، ولد باسم فيلهلم ألبرت فلاديمير أبوليناري كوستروفيسكي (بالبولندية: Wilhelm Albert Włodzimierz Apolinary Kostrowicki) ـ (26 أغسطس 1880 ـ 9 نوفمبر 1918) شاعر وقاص وكاتب مسرحي وروائي وناقد فني فرنسي الجنسية بولندي الأصل. يعد واحدًا من أبرز شعراء مطلع القرن العشرين، كما يعد من رواد السريالية، وهو أول من نحت كلمة «سريالية»، وكتب عملًا يعد من بواكير الأعمال المسرحية السريالية، وهي مسرحية «أثداء تريسياس» (1917، بالفرنسية: Les mamelles de Tirésias). عام 2014 تم إصدار ديوانه «القنابل تموء» الذي يحتوي على ست قصائد موجهة إلى صديقه آندريه دوبون، الذي لاقى حتفه في معركة فردون عام 1916، وهي رسائل مجهولة منذ ما يقارب 100 عام.

## حياته
ولد في روما. كانت أمه «أنجيليكا كوستروفيسكا» سليلة أسرة من نبلاء بولندا، وكان جده لأمه جنرالًا في جيش روسيا القيصرية لقي حتفه في حرب القرم. أما والد أبولينير فلا يُعرف عنه شيء، وإن كان يُظن أنه أحد نبلاء غراوبوندن. نشأ كوستروفيسكي متحدثًا ثلاث لغات، هي الفرنسية والإيطالية والبولندية. وفي أواخر مراهقته هاجر إلى فرنسا واتخذ لنفسه اسم «غيوم أبولينير»، وكان جده من جهة امه اسمه (أبوليناروس) وهو اسم مشتق من اسم أله الشعر أبولون.
تعرف في باريس عام 1907 على الرسامة ماري لورنسن Marie Laurencin وعاش معها علاقة مضطربة لكنه في تلك الفترة بدأ يعيش من وارد كتاباته.
من قصائده الشهيرة قصيدة (جسر ميرابو Le Pont Mirabeau) التي نشرت لأول مرة عام 1912 لكنها ظهرت في مجموعته الشعرية (كحول Alcools) وفيها يتكلم عن انطفاء الحب بمرور الزمن، حيث يصف مرور ماء نهر السين في باريس من تحت جسر ميرابو (باريس) الشهير هناك، وكأنه يشبه ذلك بمرور الزمن.
وكان قد صاغ مصطلح (كاليجرام Calligramme) الذي يصف فيه طريقته التي ابتدعها في كتابة بعض القصائد بحيث تشكل كلمات القصيدة رسماً ما. كان أبولينير قريباً من الفنانين التكعيبيين والسورياليين من أمثال بابلو بيكاسو وهنري روسو الجمركي، وكتب عدد من مقالات النقد في الفن التشكيلي وصار يعتبر أحد النقاد الذين نظروا لحركة الفن التشكيلي المعاصر.
تطوع في الجيش الفرنسي بعد يومين من اعلان الحرب العالمية الأولى ويبدو انه كان يحب الحرب فقد كتب في إحدى قصائده بأن الحرب جميلة وهو الشيء الذي لم يغفره له بعض الفنانين الذين لا يحبون الحرب بطبيعتهم مثل لويس أراغون. وجُرح في الحرب العالمية الأولى، ولكنه عاش حتى عام 1918، حيث توفي من جراء وباء الإنفلونزا الإسبانية عن عمر يناهز 38 عامًا.

## معرض صور

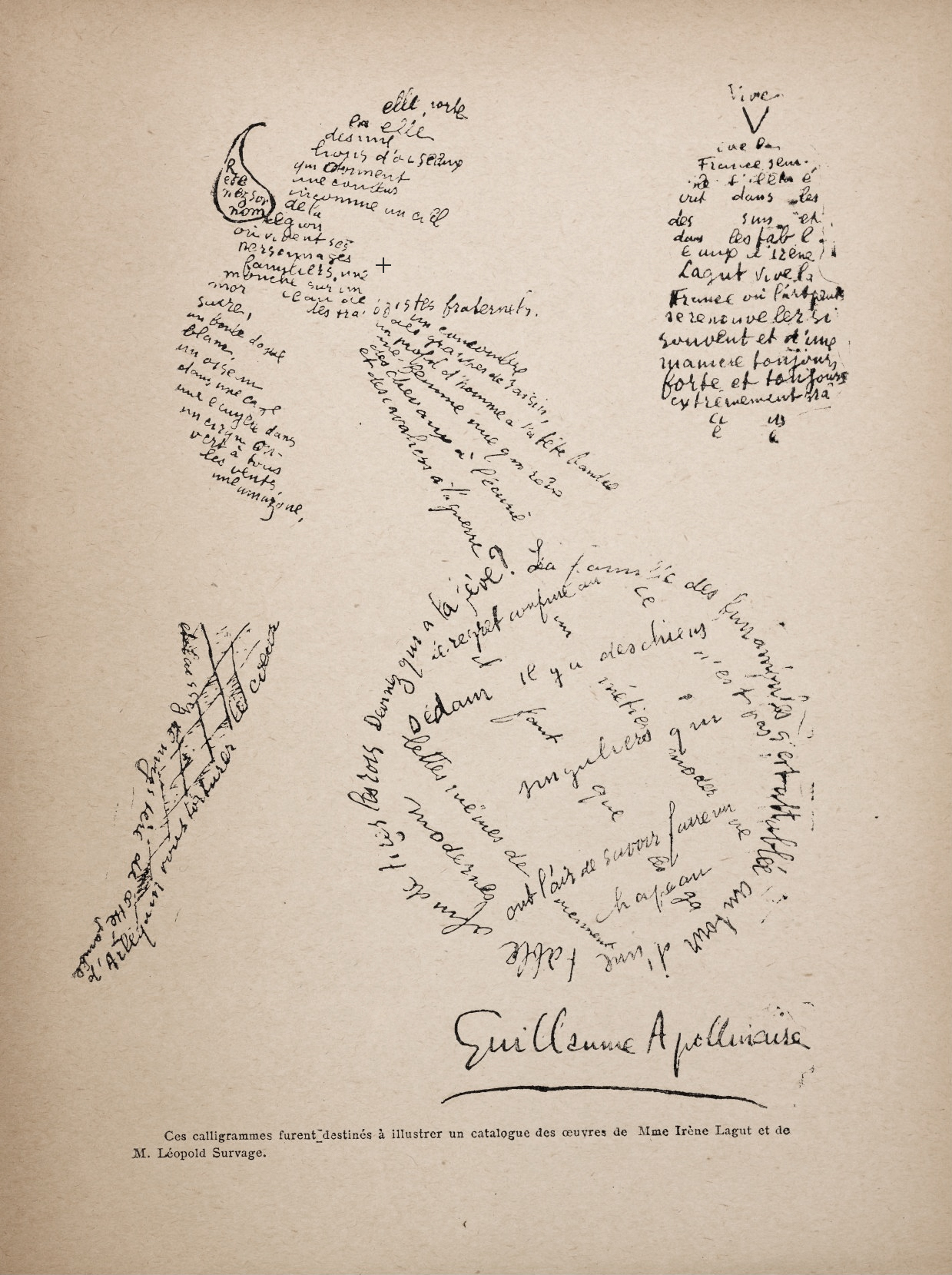
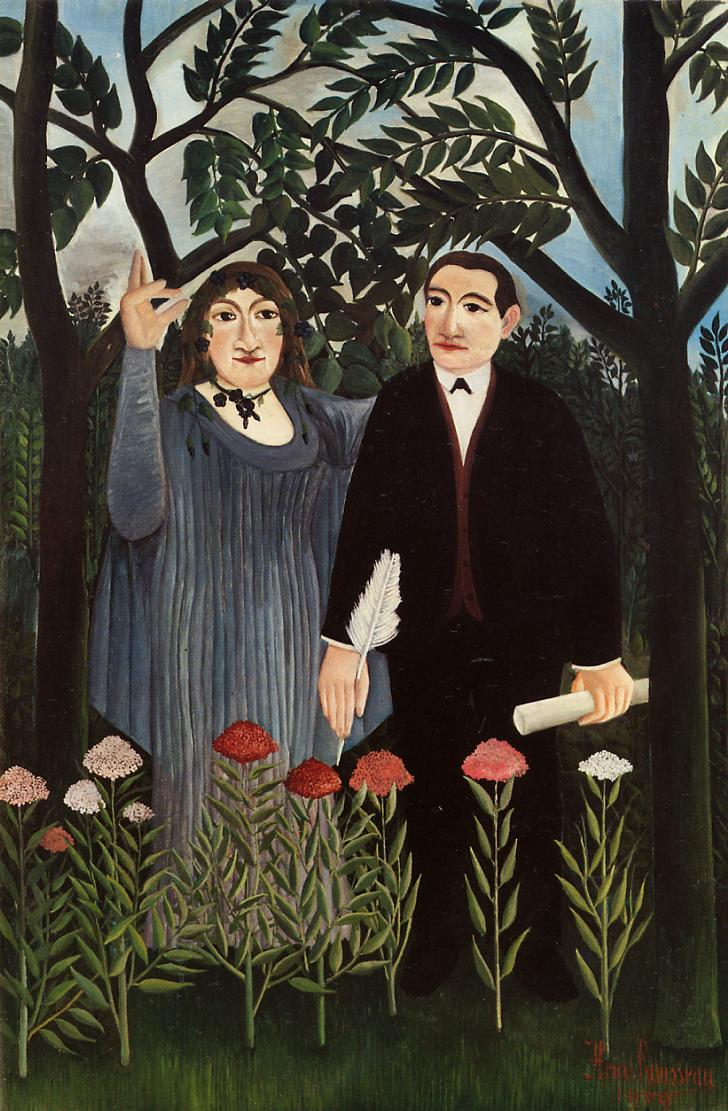
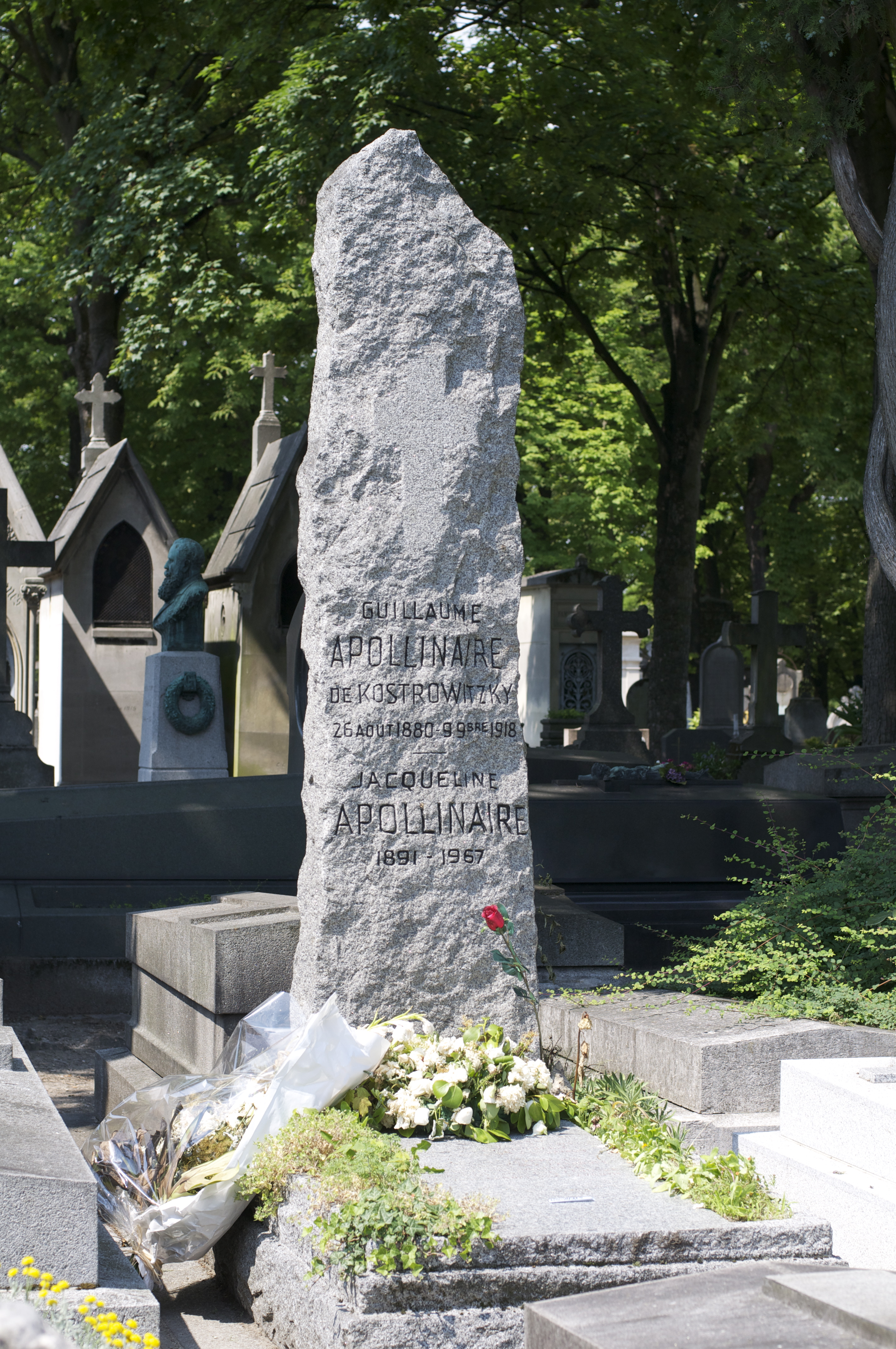
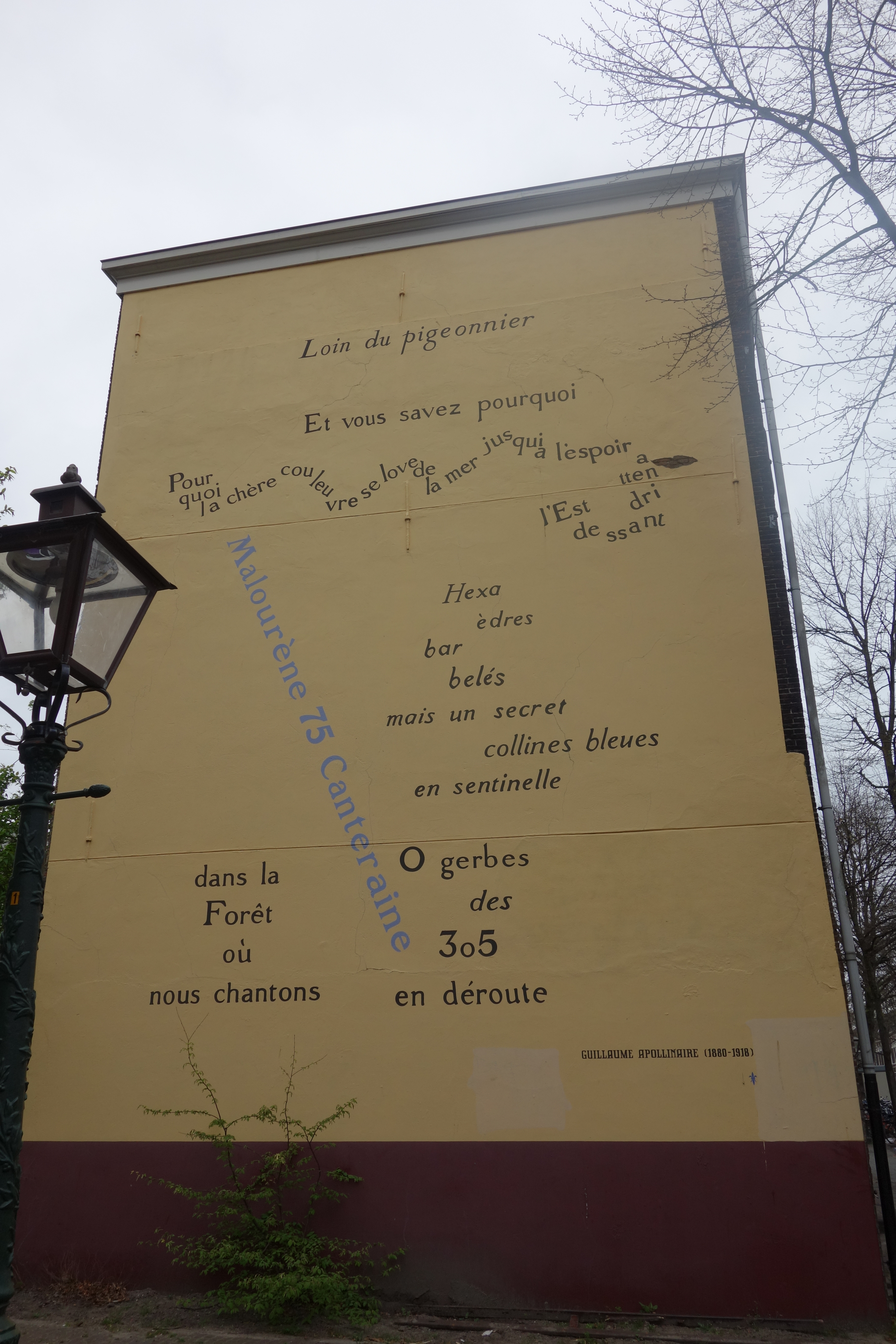

## روابط خارجية
- غيوم أبولينير على موقع IMDb (الإنجليزية)
- غيوم أبولينير على موقع الموسوعة البريطانية (الإنجليزية)
- غيوم أبولينير على موقع ألو سيني (الفرنسية)
- غيوم أبولينير على موقع ميوزك برينز (الإنجليزية)
- غيوم أبولينير على موقع أول موفي (الإنجليزية)
- غيوم أبولينير على موقع إن إن دي بي (الإنجليزية)
- غيوم أبولينير على موقع ديسكوغز (الإنجليزية)
- غيوم أبولينير على موقع قاعدة بيانات الفيلم (الإنجليزية)
- غيوم أبولينير على موقع كينوبويسك (الروسية)